# Junkers EF 132
Le Junkers EF 132 est un projet de bombardier stratégique à ailes en flèche conçu par Junkers.

## Conception
L'EF 132 est le dernier modèle de bombardier de guerre conçu par Junkers. Comme le Junkers Ju 287 à aile en flèche inversée, il avait une section de nez vitrée similaire à celle des Ju 288 et Ju 388. Cependant, il différait en ayant des ailes en flèche de 35 degrés avec une faible valeur de dièdre. Six turboréacteurs Junkers Jumo 012, chacun d'une puissance de 2 500 kg de poussée, ont été noyés dans les bases des ailes. Le plan de profondeur de l'empennage est également en flèche, et le dessous du fuselage abrite une très longue soute à bombes mesurant 12 mètres de long,.

## Projet stoppé
Des essais en soufflerie ont été effectués au début de 1945. Une maquette en bois grandeur nature a été construite à l'usine Junkers de Dessau. Le développement avait beaucoup progressé lorsque l'Armée rouge a repris le complexe de Dessau en juillet 1945. Le gouvernement soviétique a donné son feu vert au développement de l'EF 132 le 17 avril 1946, et en octobre les ingénieurs Junkers ont été transférés au GOZ no 1 (Gosoodarstvenny Opytnyy Zavod, State Experimental Plant), à Doubna en Union soviétique, pour poursuivre le développement de l'EF 132. Les travaux de conception de l'EF 132 se sont poursuivis sous la direction du Dr Brunolf Baade à OKB-1 (le bureau d'études rattaché au GOZ no 1), avec deux prototypes planifiés, et un exemplaire non motorisé a été construit pour collecter des données supplémentaires, mais seuls de lents progrès ont été réalisés avant que le projet ne soit arrêté le 12 juin 1948, par la directive 2058-805 de la CdM.